# Thecla ingae
Thecla ingae är en fjärilsart som beskrevs av Jan Sepp 1848. Thecla ingae ingår i släktet Thecla och familjen juvelvingar. Inga underarter finns listade i Catalogue of Life.